# خط طول 19° غرب
خط طول 19° غرب هو أحد خطوط الطول الجغرافية، والتي تمتد من القطب الشمالي الجغرافي إلى القطب الجنوبي الجغرافي، وحسب التحويل الزمني يتأخر خط طول 19° غرب عن خط غرينتش بـ1 ساعات و16 دقيقة.

## من القطب إلى القطب
ينطلق خط طول 19° غرب من القطب الشمالي نحو القطب الجنوبي مرورا بالمناطق التي ترد في الجدول التالي:
| الإحداثيات                         | البلد أو الإقليم أو البحر | ملاحظات                                                                                                  |
| ---------------------------------- | ------------------------- | --- |
| 90°0′N 19°0′W / 90.000°N 19.000°W  | المحيط المتجمد الشمالي    | |
| 82°1′N 19°0′W / 82.017°N 19.000°W  | جرينلاند                  | Mainland و several islands, including Prinsesse Thyra Island, ستور كولديوي [لغات أخرى]‏, و Shannon Island |
| 74°28′N 19°0′W / 74.467°N 19.000°W | المحيط الأطلسي            | بحر غرينلاند                                                                                             |
| 66°11′N 19°0′W / 66.183°N 19.000°W | آيسلندا                   | |
| 63°25′N 19°0′W / 63.417°N 19.000°W | المحيط الأطلسي            | |
| 60°0′S 19°0′W / 60.000°S 19.000°W  | المحيط الجنوبي            | |
| 72°38′S 19°0′W / 72.633°S 19.000°W | القارة القطبية الجنوبية   | أرض الملكة مود, المطالب الإقليمية بالقارة القطبية الجنوبية by النرويج                                    |